# K-League Classic de 2016
A K-League Classic de 2016 foi a 34º edição da principal divisão de futebol na Coreia do Sul, a K-League. A liga começou em março e teve término em novembro de 2016.
A liga composta por 12 clubes. Teve o Jeonbuk Hyundai Motors como defensor do título e o FC Seoul como campeão.

## Promoção e rebaixamento
Times rebaixados para K League Challenge 2016
- Daejeon Citizen
- Busan IPark

Times que subiram da 2015 League Challenge 2015
- Sangju Sangmu
- Suwon FC

### Clubes participantes
| K League Classic Clubes por Províncias \| Províncias (População) \| Cidade / Area (População) \| Clubes \| \| ----------------------- \| ------------------------- \| ----------------------- \| \| Capital (25,003,017) \| Seul (10,250,134) \| FC Seoul \| \| Capital (25,003,017) \| Incheon (2,804,287) \| Incheon United \| \| Capital (25,003,017) \| Seongnam (979,556) \| Seongnam FC \| \| Capital (25,003,017) \| Suwon (1,091,934) \| Suwon Samsung Bluewings \| \| Capital (25,003,017) \| Suwon (1,091,934) \| Suwon FC \| \| Gyeongsang (13,200,998) \| Ulsan (1,136,464) \| Ulsan Hyundai \| \| Gyeongsang (13,200,998) \| Pohang (517,307) \| Pohang Steelers \| \| Gyeongsang (13,200,998) \| Sangju (104,014) \| Sangju Sangmu \| \| Jeolla (5,251,529) \| Gwangju (1,477,780) \| Gwangju FC \| \| Jeolla (5,251,529) \| Jeonnam (1,912,725) \| Jeonnam Dragons \| \| Jeolla (5,251,529) \| Jeonbuk(1,873,491) \| Jeonbuk Hyundai Motors \| \| Ilha de Jeju (576,507) \| Jeju (576,507) \| Jeju United \| * População - 2012 census | Gwangju Incheon Jeju Jeonbuk Jeonnam Pohang Sangju Seongnam Seoul Suwon Bluewings Suwon FC UlsanLocal dos times na K League Classic 2016 |                         |
| Províncias (População) | Cidade / Area (População) | Clubes                  |
| Capital (25,003,017) | Seul (10,250,134) | FC Seoul                |
| Capital (25,003,017) | Incheon (2,804,287) | Incheon United          |
| Capital (25,003,017) | Seongnam (979,556) | Seongnam FC             |
| Capital (25,003,017) | Suwon (1,091,934) | Suwon Samsung Bluewings |
| Capital (25,003,017) | Suwon (1,091,934) | Suwon FC                |
| Gyeongsang (13,200,998) | Ulsan (1,136,464) | Ulsan Hyundai           |
| Gyeongsang (13,200,998) | Pohang (517,307) | Pohang Steelers         |
| Gyeongsang (13,200,998) | Sangju (104,014) | Sangju Sangmu           |
| Jeolla (5,251,529) | Gwangju (1,477,780) | Gwangju FC              |
| Jeolla (5,251,529) | Jeonnam (1,912,725) | Jeonnam Dragons         |
| Jeolla (5,251,529) | Jeonbuk(1,873,491) | Jeonbuk Hyundai Motors  |
| Ilha de Jeju (576,507) | Jeju (576,507) | Jeju United             |

## Estatísticas
| Pos | Nome             | Clube                   | Gols |
| --- | ---------------- | ----------------------- | ---- |
| 1   | Jung Jo-gook     | Gwangju FC              | 20   |
| 2   | Adriano          | FC Seoul                | 17   |
| 3   | Tiago            | Seongnam FC             | 13   |
| 3   | Yang Dong-hyun   | Pohang Steelers         | 13   |
| 3   | Ricardo Lopes    | Jeonbuk Hyundai Motors  | 13   |
| 3   | Dejan Damjanović | FC Seoul                | 13   |
| 7   | Lee Dong-gook    | Jeonbuk Hyundai Motors  | 12   |
| 7   | Santos           | Suwon Samsung Bluewings | 12   |
| 7   | Leonardo         | Jeonbuk Hyundai Motors  | 12   |
| 10  | Marcelo Toscano  | Jeju United             | 11   |

| Posição | Nome            | Clube                         | Assistências |
| ------- | --------------- | ----------------------------- | ------------ |
| 1       | Yeom Ki-hun     | Suwon Samsung Bluewings       | 15           |
| 2       | Lee Jae-sung    | Jeonbuk Hyundai Motors        | 11           |
| 3       | Kevin Oris      | Incheon United                | 10           |
| 4       | Ivan Kovačec    | Ulsan Hyundai                 | 9            |
| 4       | Marcelo Toscano | Jeju United                   | 9            |
| 6       | Sin Jin-ho      | FC Seoul/Sangju Sangmu        | 8            |
| 6       | Park Gi-dong    | Sangju Sangmu/Jeonnam Dragons | 8            |
| 6       | Kim Min-hyeok   | Gwangju FC                    | 8            |
| 6       | Kwon Soon-hyung | Jeju United                   | 8            |
| 10      | Yun Il-lok      | FC Seoul                      | 7            |
| 10      | Kim Bo-kyung    | Jeonbuk Hyundai Motors        | 7            |
| 10      | Pitu            | Seongnam FC                   | 7            |